# Латрункули
Латру́нкули (лат. latrunculi, latrones; сокр. — latro; полная форма — Lūdus lātrunculōrum — букв. «игра солдатиков/наёмников») — древнеримская игра шашечного типа. Считается, что от вариации на доске 8х8, с изменением правил хода дамки и простой шашки, включая правило ударного хода, произошли шашки на 64-клеточной доске.
Латрункули развилась из древнегреческой игры петтейя или игры pente grammaí. Первое упоминание о латрункули оставил римский автор Варрон (116—27 до н. э.) в книге «О латинском языке». Упоминал о них в энциклопедии «Этимологии» Исидор Севильский.
Была очень популярной игрой, по ней проводились турниры.

## Правила
Игра имела множество вариаций, самих правил, размеров доски.
Два игрока. Доска 8х12, 7х8, 8х8, 16 шашечных фигур или 32, в игре появляется дамка, если простая достигнет т. н. Реки, последней линии (ср. изменение правил с нардами). Простые ходят по 4 сторонам, но не по диагоналям (ср. с турецкими шашками). Если простая окружена с 4 сторон, то есть не может сделать ход, она снимается с доски (введено правило боя). Дамка может делать сложный ход, «перешагивая» через простые.
Игра завершается, если соперник не может сделать ход (уничтожены или блокированы) (ср. изменение правил с нардами, т. н. марс, и хасами сёги).